# ويليام ر. سيرز (سياسي)
ويليام ر. سيرز هو سياسي أمريكي، ولد في 25 مايو 1928 في أوتيكا في الولايات المتحدة، وتوفي في 26 يونيو 1998. نشط حزبياً في الحزب الجمهوري. وقد انتخب عضو جمعية ولاية نيويورك ‏.